# Kater Lampe (Komödie)

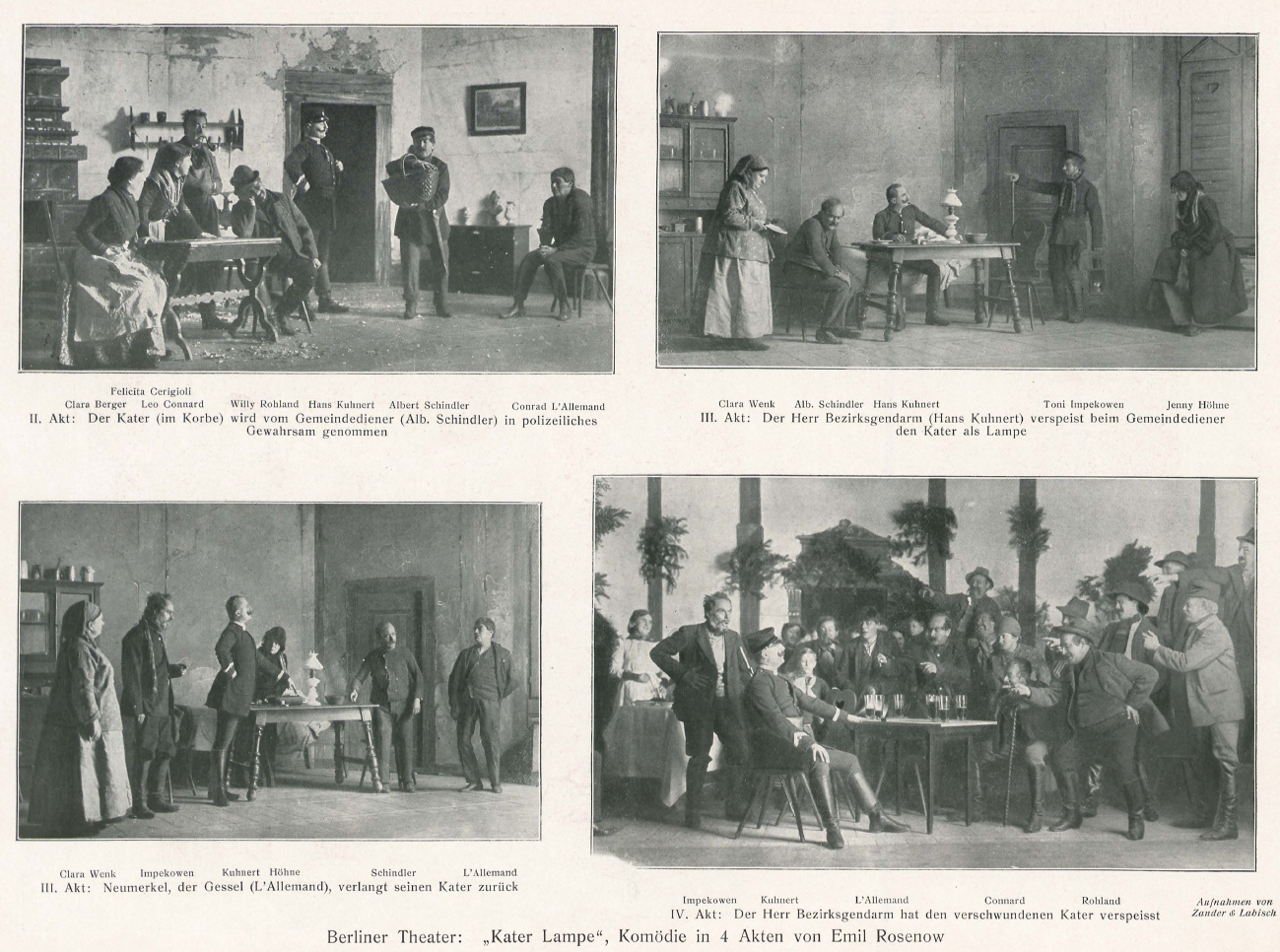
Szenenbilder aus der Komödie Kater Lampe von Emil Rosenow aus einer Aufführung des Berliner Theaters, 1903. Foto von Zander & Labisch.

Kater Lampe ist eine erzgebirgische Dialekt-Komödie (Volksstück) von Emil Rosenow. Entstanden ist das Stück um 1900, Schauplatz ist der Spielwarenindustrieort Rothenthal im sächsischen Erzgebirge. Die Uraufführung fand am 2. August 1902 am Sommertheater von Breslau statt.
Aufgrund seiner Originalität und Volksverbundenheit wird das Stück noch heutzutage aufgeführt.

## Inhalt

### Handlung
Ein zugelaufener Kater treibt in einem erzgebirgischen Dorf sein Unwesen. Zu guter Letzt hinterlässt er sogar im Pelz der Frau des Spielwarenverlegers Neubert seine Spuren. Das geht zu weit! Der Kater wird in behördlichen Gewahrsam genommen und dem Gemeindediener Seifert in Pflege gegeben. Der Geselle Neumerkel des Holzdrechslermeisters Schönherr, der sich des Katers angenommen hatte, protestiert gegen diese Maßnahme und fordert sein Eigentum zurück.
Der Gemeindediener Seifert jedoch gibt dem ständigen Drängen seiner Frau nach und die Katze wandert in die Bratpfanne. Der Landgendarm Weigel und der Landbriefträger Ulbricht mit seiner Frau nehmen an dem Festmahl teil im Glauben, es wäre Hasenbraten.

### Ursprüngliche Charaktere
Entnommen: Dramen des deutschen Naturalismus. S. 466–467
| - Ermischer, Bauerngutsbesitzer und Gemeindevorstand - Frau Ermischer - Maari, Magd - Neubert, ein großer Spielwarenverleger - Frau Neubert - Hartmann Schönherr, Holzdrehermeister - Frau Schönherr - Gertrud, Kind - Heinerle, Kind | - Fränzel, Kind - Liesel, Kind, - Neumerkel, der Gesell - Weigel, Bezirksgendarm - Seifert, Gemeindediener - Frau Seifert - Ulbrich, Landbriefträger - Frau Ulbrich - eine Anzahl Schnitzlersleute, Waldarbeiter und Bauern |

### Hintergrundgeschichte
1898 wurde Rosenow im 20. sächsischen Wahlkreis (Marienberg/Zschopau) als Reichstagskandidat der Arbeiterklasse aufgestellt. Nachforschungen ergaben, dass ein gewisser Hartmann Schönherr, von Beruf Drechslermeister aus Rothenthal als Wahlhelfer in Kupferhammer-Grünthal tätig gewesen ist. Dieser lebte um 1900 tatsächlich im Ort und war im Wahlvorstand tätig. Bei ihm war Rosenow oft zu Gast und erfuhr so auch die Kater-Geschichte, die sich tatsächlich zugetragen hatte – und zwar mit Beteiligung der im Stück gestalteten Personen, die alle in Rothenthal bzw. der näheren Umgebung gelebt haben und Rosenow bekannt waren.
So auch die Stückfigur Neumerkel, wobei dies ein Spitzname ist. Die reale Person hieß Merkel, kam aus Gebirgsneudorf und hatte eine Tante in Olbernhau, konnte dort jedoch keine Arbeit als Drechsler finden. Zwischen Olbernhau und Rothenthal fand er den Kater, nahm ihn mit und Drechslermeister Hartmann Schönherr, welcher selbst einige Katzen im Haus hielt, nahm Merkel und den Kater bei sich auf.

## Verfilmungen
- 1935/36: Kater Lampe unter der Regie von Veit Harlan[7]
- 1961: Kater Lampe unter der Regie von Fred Mahr, mit Helga Göring[8]
- 1967: Kater Lampe unter der Regie von Wolfgang Luderer[9][10]
- 1981: Kater Lampe (Fernsehfilm) unter der Regie von Ulrich Heising[11]

## Hörspielbearbeitungen (Auswahl)
- 1926: Kater Lampe (Zwei Livesendungen ohne Aufzeichnungen), unter der Regie von Julius Witte (Sendespiel – MIRAG)[12][13]
- 1927: Kater Lampe (Livesendung ohne Aufzeichnung), unter der Regie von Viktor Heinz Fuchs (Sendespiel – Schlesische Funkstunde)[14]
- 1928: Kater Lampe (Livesendung ohne Aufzeichnung), unter der Regie von Karl Pündter (Sendespiel – NORAG)[15]
- 1949: Kater Lampe, unter der Regie von Carl Nagel (Hörspielbearbeitung – MDR (1946–1952))[16]
- 1953: Kater Lampe, unter der Regie von Paul Land (Hörspielbearbeitung – SDR)[17]